# (500057) 2011 UB163
(500057) 2011 UB163 es un asteroide perteneciente al cinturón de asteroides, descubierto el 2 de diciembre de 2005 por el equipo del Mount Lemmon Survey desde el Observatorio del Monte Lemmon, Arizona, Estados Unidos.

## Designación y nombre
Designado provisionalmente como 2011 UB163.

## Características orbitales
2011 UB163 está situado a una distancia media del Sol de 2,149 ua, pudiendo alejarse hasta 2,594 ua y acercarse hasta 1,705 ua. Su excentricidad es 0,206 y la inclinación orbital 1,893 grados. Emplea 1151,38 días en completar una órbita alrededor del Sol.

## Características físicas
La magnitud absoluta de 2011 UB163 es 18,2.